# Středověká osada v Ratiboři
Středověká osada v Ratiboři (polsky Średniowieczna osada w Raciborzu nebo Raciborski Gród Średniowieczny) je napodobenina středověkého hradiště nebo osady a zároveň také malý skanzen a zábavní park. Nachází se v těsné blízkosti Arboreta Bramy Morawskiej u městského lesa Las Miejski Obora v městské čtvrti Obora města Ratiboř v okrese Ratiboř v jižním Polsku a Horním Slezsku. Leží ve Slezském vojvodství, v Ratibořské kotlině a v krajinném parku Cisterciácké krajinné kompozice Rud Wielkich.

## Další informace
Středověká osada v Ratiboři byla postavena v roce 2015 nejprve jako věž s branou a později byla rozšířena o další budovy a palisádu. Kromě občerstvení jsou zde zdarma nebo za poplatek nabízeny prohlídky budov a jejich inventářů, lukostřelba, přednášky o středověku, miniřemeslné dílny, středověký válečnický výcvik, táborák, hry aj. Místo je v květnu až září v době otvíracích hodin volně přístupné. Na místě se konají také různé společenské a kulturní události, např. Raciborski Festiwal Średniowieczny (Ratibořské středověké slavnosti).